# 1987 VD
1987 VD är en asteroid i huvudbältet som upptäcktes den 15 november 1987 av de båda japanska astronomerna Seiji Ueda och Hiroshi Kaneda i Kushiro.
Asteroiden har en diameter på ungefär 3 kilometer.